# 検証
検証（けんしょう）とは、事実を確かめることである。論理学並びに法律学（民事訴訟法及び刑事訴訟法）の術語としても用いられる。
以下、論理学・法律学での用法について説明をする。一般的な用法については、証明の頁を参照のこと。

## 論理学における検証
論理学における検証（verification）

## 法律学における検証
日本の民事訴訟法及び刑事訴訟法には、「検証」という制度がある（行政不服審査法29条及び少年法15条にも検証手続が規定されている）。

### 民事訴訟法における検証
日本の民事訴訟法における検証は、民事訴訟法232条及び233条に規定されている。そこでいう検証とは、裁判官が、五感の作用によって、直接に検証物（人体も含まれる）の形状・性質・状態を観察し、その結果として得られた内容を証拠資料とする証拠調べの手続きをいう。
裁判所は、検証物を提出すべき旨の命令を発することができ、これに従わない者については、過料の制裁を加えることが認められている（民事訴訟法232条が、文書提出命令に関する同法223条を準用している）。日本の裁判権に服する者には検証物を差し出す義務と、検証を受けることを容認すべき義務とがあるとされる。

### 刑事訴訟法における検証

#### 概要
日本の刑事訴訟法における検証とは、場所・物・人の身体につき、五感の作用により、その存在・内容・形状・性質等を認識する強制処分である。
検証のうち、人の身体そのものが検証の対象となり又は検証の目的に必要な処分で人の身体に作用が及ぶ場合（刑事訴訟法222条1項の準用する同法129条参照）が「検証としての身体検査」である。プライバシー侵害の度合いが強いため、特別の規定が設けられている（同法131条以下）。
検証には、裁判所が行うものと、捜査機関が行うものとがある。裁判所の行う検証（刑事訴訟法128条以下）においては、令状は必要とされていないが、捜査機関の行う検証（同法218条以下）については、検証許可状が必要とされている。ただし、逮捕に伴う検証については、令状なしに行うことが許される場合もある（同法220条）。
裁判官による検証の結果は、検証調書に記載される。この検証調書には、無条件に、証拠能力が認められる（刑事訴訟法321条2項）。捜査機関による検証の結果を記載した書面も、検証調書と呼ばれる。ただし、捜査機関作成の検証調書については、無条件に証拠能力が認められるのではなく、被告人側の同意（同法326条）又は検証調書の作成者に対して証人尋問を行い、当該検証調書が真正に作成されたことを供述したときに初めて、証拠能力が認められる（刑事訴訟法321条3項）。

#### 検証と同様の法的性質を有するもの
強制処分としての検証とは異なり、関係者の同意を得たうえで、検証と同様のことを行う場合があり、これを実況見分と呼ぶ。実況見分は、あくまで任意処分（刑事訴訟法197条1項本文にいう「必要な取調」）であるが、その法的性質は、検証であるとされる。
証拠物の取調べ（刑事訴訟法306条・307条）も、その法的性質は、検証である。
通信傍受法に基づく通信傍受も、その法的性質は、検証である。